# 助役 (鉄道)
助役（じょやく）は、鉄道事業者における職制のひとつ。職場において駅長や所長などの代理で、駅員や社員を指導・監督し、指定された処理を行う管理職。助役自体が副駅長、もしくは副駅長と同等とするところも数多い。

## 鉄道
駅や乗務員基地（運転区・車掌区など）に配置され、首席助役・副助役といった職制を設けている鉄道もある。JRでは従来の首席助役を副駅長・副区長に変えている。また、JR西日本では一部の大規模直営駅を中心とした管理駅を除いて助役を配置せずその下の階級となる係長のみを配置しており、管理駅の助役が地区駅の駅長を兼任している。この他、一部の鉄道会社のように統括駅長（管理駅長）・駅務区で複数の駅を統括している場合は管区内の駅の駅長を助役が担当する場合がある。
大規模な駅や乗務員区所になると、一言で助役と言っても担当ごとに分けられていることが多い。営業助役・運転助役・輸送助役・設備助役・総務助役・庶務助役などが挙げられる。また担当助役を総括する総括助役（首席か主席）を配置している駅もあるが、ほとんどが駅長試験に合格した者であり、駅長代理を兼務することがある（職位は駅長、副駅長に続いて3番目）。
助役が、労働組合員であるか否かは鉄道事業者によってさまざまであり、一概にはいえない。助役全員が非組合員（管理職）である会社もあるし、助役のうち一部のみが非組合員になっている会社もある。
運転士・機関士・車掌・駅員から登用されるが、JRの場合は支社社員からの登用が多いことが挙げられる。通常は昇格試験による（小規模の鉄道会社の場合、試験を実施せず勤続年数で助役に昇格しているところもある。これは社内での試験制度が整っていないため）。但し乗務員基地の場合は乗務経験のある者が昇格することが多い。
通常、帽子に赤帯を巻き、その上に金線を1本入れて駅員とは区別している。ちなみに、駅長は金線2本（太1・細1）のことが多い。また最近では、駅長のいない駅の当務駅長としての任を負わす意味から、正駅長帽を金線3本（太1・細2）とし、助役に従来の駅長帽（太1・細1）をあてがい、その駅の最高責任者として表す社局も増えてきた。
なお、駅長の制帽に赤帯が入っているのは、運転士等乗務員から見たその駅の運転取扱者（責任者）の判別を容易にするためで、駅長や助役でも運転取り扱いを伴わない業務を行っている場合は赤帯の無い一般の制帽を被る事もある。また、電車区や車掌区の助役を含め、区長・副区長といった管理職の制帽には赤帯は入らず、金線や銀線のみで職制を表している。
JR東日本では2020年5月1日より着用を開始した制服において、運転取扱者の赤帯表示をやめ、赤帯は管理者・管理職（助役以上）を意味するようになった（従来赤帯の制帽だった、助役でない運転取扱者は一般の制帽を被るようになった）。これにより、JR東日本では駅以外の接客制服を着用する職場（乗務員区所等）においても、助役以上の管理者・管理職は赤帯が入った制帽を被るようになった（専用の制服が設定されているTRAIN SUITE 四季島車掌区を除く。なお、同区では副区長や助役も車掌として乗務している）。また、乗務員区所の一部の助役は赤帯の制帽で本線乗務（運転士・車掌）を行っている。2022年3月12日より、従来の「助役」という職名は「副長」に置き換えられている。

## バス
バス会社の営業所にも助役がいる場合がある。営業所長の下でバス運転士などの監督、指導を行う。運転助役、庶務助役などというように取り扱う業務の違いにより職名を区別している会社もある。また事業者によっては運転士と兼務する助役兼運転士がいる場合もある。